# Vladimir Krylov
Vladimir Krylov (26 februari 1964) is een atleet uit de Sovjet-Unie.

## Biografie
In 1986 werd hij Europees kampioen op de 200 meter.
Tijdens de Olympische Zomerspelen 1988 werd Krylov op de 4x100 meter olympisch kampioen. 

## Titels
- Europees kampioen 200 m - 1986
- Olympisch kampioen 4 x 100 m - 1988

## Persoonlijke records
| Onderdeel | Prestatie | Jaar |
| --------- | --------- | ---- |
| 100 m     | 10,11 s   | 1986 |

## Palmares

### 100 m
- 1987: 5e WK - 10,25 s
- 1990: 7e EK - 10,30 s

### 200 m
- 1986:  EK - 20,52 s
- 1987:  EK indoor - 20,53 s

### 4 x 100 m
- 1987:  WK - 38,02 s ER
- 1988:  OS - 38,19 s
- 1990: 4e EK - 38,46 s

### 4 x 400 m
- 1986:  EK - 3.00,47 s

1912: Jacobs, Macintosh, d'Arcy, Applegarth ·
1920: Paddock, Scholz, Murchison, Kirksey ·
1924: Clarke, Hussey, Leconey, Murchison ·
1928: Wykoff, Quinn, Borah, Russell ·
1932: Kiesel, Toppino, Dyer, Wykoff ·
1936: Owens, Metcalfe, Draper, Wykoff ·
1948: Ewell, Wright, Dillard, Patton ·
1952: Smith, Dillard, Remigino, Stanfield ·
1956: Murchison, King, Baker, Morrow ·
1960: Cullmann, Hary, Mahlendorf, Lauer ·
1964: Drayton, Ashworth, Stebbins, Hayes ·
1968: Greene, Pender, Smith, Hines ·
1972: Black, Taylor, Tinker, Hart ·
1976: Glance, Jones, Hampton, Riddick ·
1980: Moeravjov, Sidorov, Prokofjev, Aksinin ·
1984: Graddy, Brown, Smith, Lewis ·
1988: Bryzgin, Krylov, Moeravjov, Savin ·
1992: Marsh, Burrell, Mitchell, Lewis ·
1996: Esmie, Gilbert, Surin, Bailey ·
2000: Drummond, Williams, Lewis, Greene ·
2004: Gardener, Campbell, Devonish, Lewis-Francis ·
2008: Bledman, Burns, Callender, Thompson ·
2012: Carter, Frater, Blake, Bolt ·
2016: Powell, Blake, Ashmeade, Bolt ·
2020: Desalu, Jacobs, Patta, Tortu ·
2024: Brown, Blake, Rodney, De Grasse
- World Athletics: 14222879